# 田町車両センター
田町車両センター（たまちしゃりょうセンター）は、かつて東京都港区港南にあった東日本旅客鉄道（JR東日本）東京支社（現・首都圏本部）の車両基地である。
2013年3月16日のダイヤ改正で車両配置がなくなり、東京総合車両センターの下部組織として、東京総合車両センター田町センターに、更に2018年6月1日、東京総合車両センター田町派出に改組される。

## 配置車両に記されていた略号

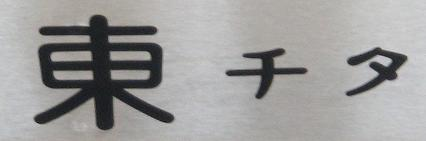
田町車両センター 所属略号

「東チタ」…東京支社を意味する「東」と、田町を意味する電報略号の「チタ」から構成される。
鉄道省から日本国有鉄道（国鉄）時代の表記も「東チタ」であったが、この場合の「東」は東京鉄道管理局を表している。1969年3月1日の再編で東京局は3分割され、東京南鉄道管理局所属となり以後民営化まで「南チタ」となっていた。

## 歴史
- 1930年（昭和5年）3月15日：横須賀線の電車運転開始に際し、田町電車区として開設。
- 1950年（昭和25年）：80系電車が新製配置され、湘南電車の運転を開始。
- 1955年（昭和30年）：この年より運転される準急「東海」を受け持つ。
- 1958年（昭和33年）：ビジネス特急「こだま」の運転開始に伴い、151系電車が新製配置。日本初の特急形電車配置区となる。
- 1959年（昭和34年）：準急「伊豆」用として153系電車が新製配置。
- 1961年（昭和36年）：準急「日光」用として157系電車が新製配置。
- 1976年（昭和51年）：特急「あまぎ」用157系置き換え用として183系電車が新製配置。
- 1981年（昭和56年）：153系置き換え用としてとして185系電車、113系電車が新製配置。185系によって急行「伊豆」は特急「踊り子」に格上げ（特急「あまぎ」を統合）。113系は153系のローカル運用を置き換え。
- 1985年（昭和60年）：183系が特急「あずさ」増発用として全車転出。211系電車が新製配置。
- 1987年（昭和62年）4月1日：国鉄分割民営化により東日本旅客鉄道に移管。
- 1989年（平成元年）：113系、211系用の2階建てグリーン車が導入。
- 1990年（平成2年）：特急「スーパービュー踊り子」用として251系電車が新製配置。
- 1991年（平成3年）：3月16日ダイヤ改正までに113系が2階建てグリーン車を含め全車転出。
- 1992年（平成4年）：「湘南ライナー」用として215系電車が新製配置。
- 1999年（平成11年）3月1日：当区（田町電車区）と品川運転所の運転部門を新たに発足した田町運転区へ移管、品川運転所の検修部門を当区（田町電車区）に統合[2]。
- 2002年（平成14年）：波動輸送用167系置き換え用として、183系（189系を含む）が再配置。
- 2004年（平成16年）6月1日：田町電車区から、田町車両センターに改称[3]。
- 2011年（平成23年）：211系置き換え用としてE233系電車が新製配置[4]。
- 2012年（平成24年）4月23日：211系の定期運用終了[4]。
- 2013年（平成25年）3月16日：田町車両センターが廃止されて車両配置がなくなり、東京総合車両センター田町センターに改組される。
- 2018年（平成30年）6月1日：東京総合車両センター田町派出に改組される。

## 現在
配置車両はなく、東海道線車両の電留線として引き続き使用されていたが、2013年11月23日から11月24日にかけて行われた品川駅線路切り替え工事により、東側の隣接地（敷地内、東京機関区跡地）に新設された新車両基地に機能移転され、廃止時点で「田町車両センター」として運用されていた車両基地は閉鎖された。
日中は東京駅まで運用された寝台特急「サンライズ瀬戸・出雲」に運用される285系電車も次運用まで留置されている。

## 配置車両
国鉄時代の東海道・横須賀筋の東京側車両基地は、田町駅と品川駅の間に隣接して設けられていた。 電気機関車は東京機関区、客車は品川客車区、電車は田町電車区にそれぞれ配置されており、車種ごとに部署が異なっていた。
2013年3月16日限りで配置車両全てが転属しており、現在配置車両はない。なお、以下に記す車両は全て電車である。

### 廃止時の配置車両

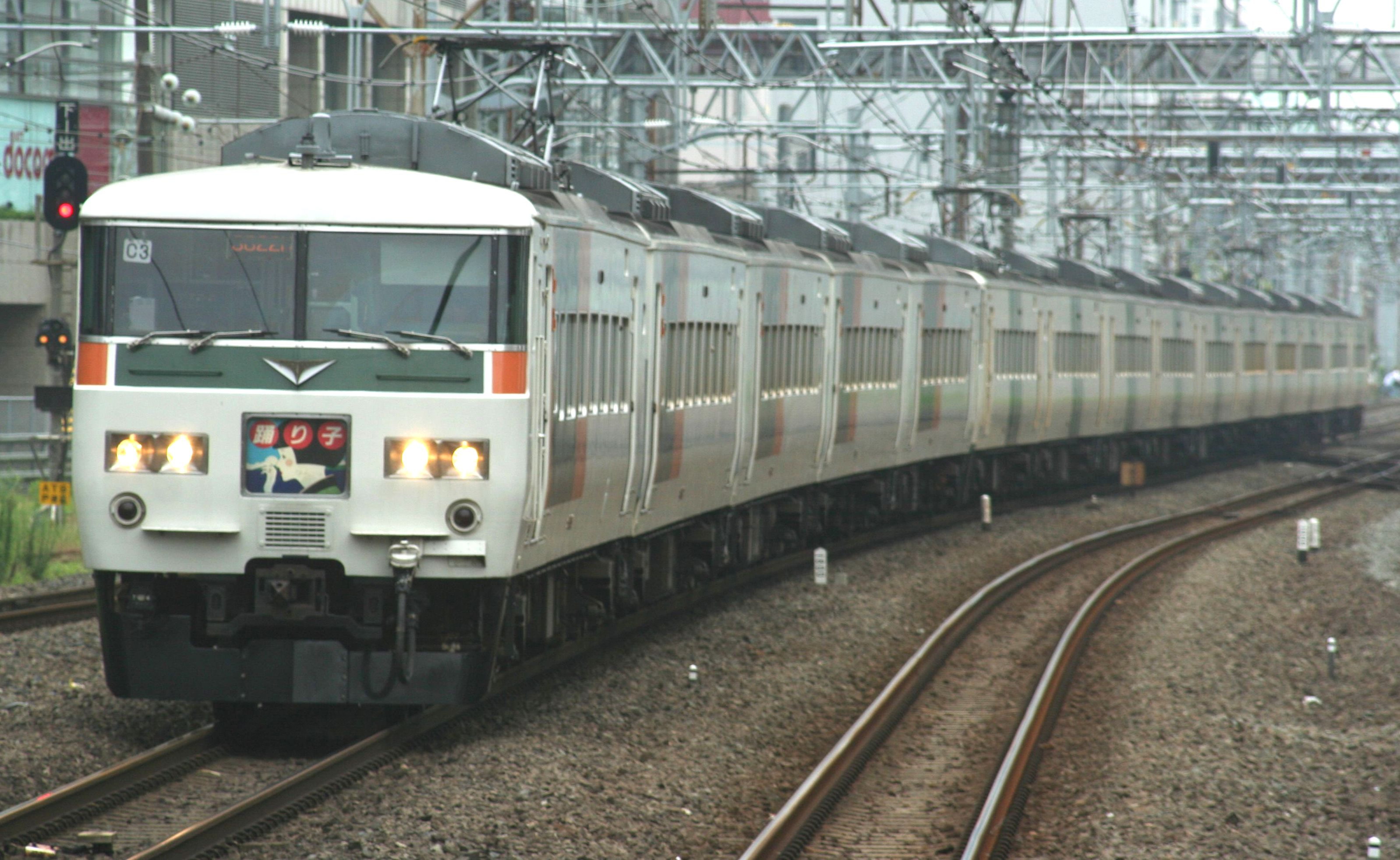
185系
- 基本10両編成8本（A編成）・7両編成7本（B編成）・付属5両編成7本（C編成）の計164両が配置されていた。グリーン車はA編成に2両、B編成に1両組み込まれる。大宮総合車両センター東大宮センターへ転属した。
- 1981年に153系の置き換え用として0番台のA編成とC編成が新製配置され、200番台のB編成は1985年から1990年にかけて新前橋電車区から転入した。
- 付属編成は基本編成の東京寄りに連結され、12両もしくは15両編成を組成する。各編成の投入列車を以下に示す。

A編成
- 特急「踊り子」（東京 - 伊豆急行線伊豆急下田）
- 特急「あかぎ」（新宿 - 前橋）
- 「湘南ライナー」

B編成
- 特急「踊り子」（運用区間はA編成と同じ）
- 臨時特急「はまかいじ」[7]
- 「湘南ライナー」
- 「おはようライナー新宿」
- 「ホームライナー小田原」
- 「ホームライナー鴻巣」
- 「ホームライナー古河」

C編成
- 特急「踊り子」（東京 - 伊豆箱根鉄道駿豆線修善寺）
- 「湘南ライナー」

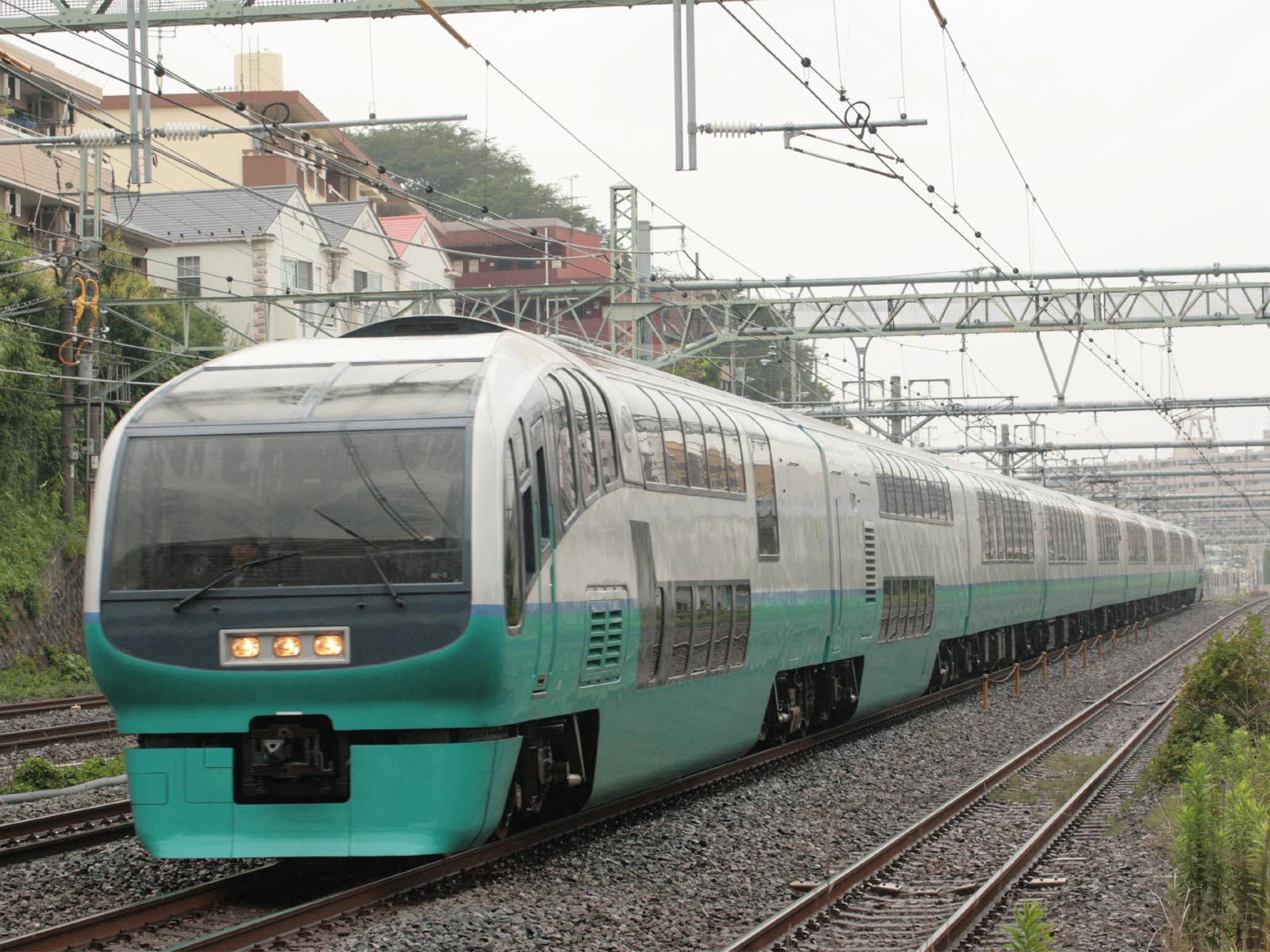
251系

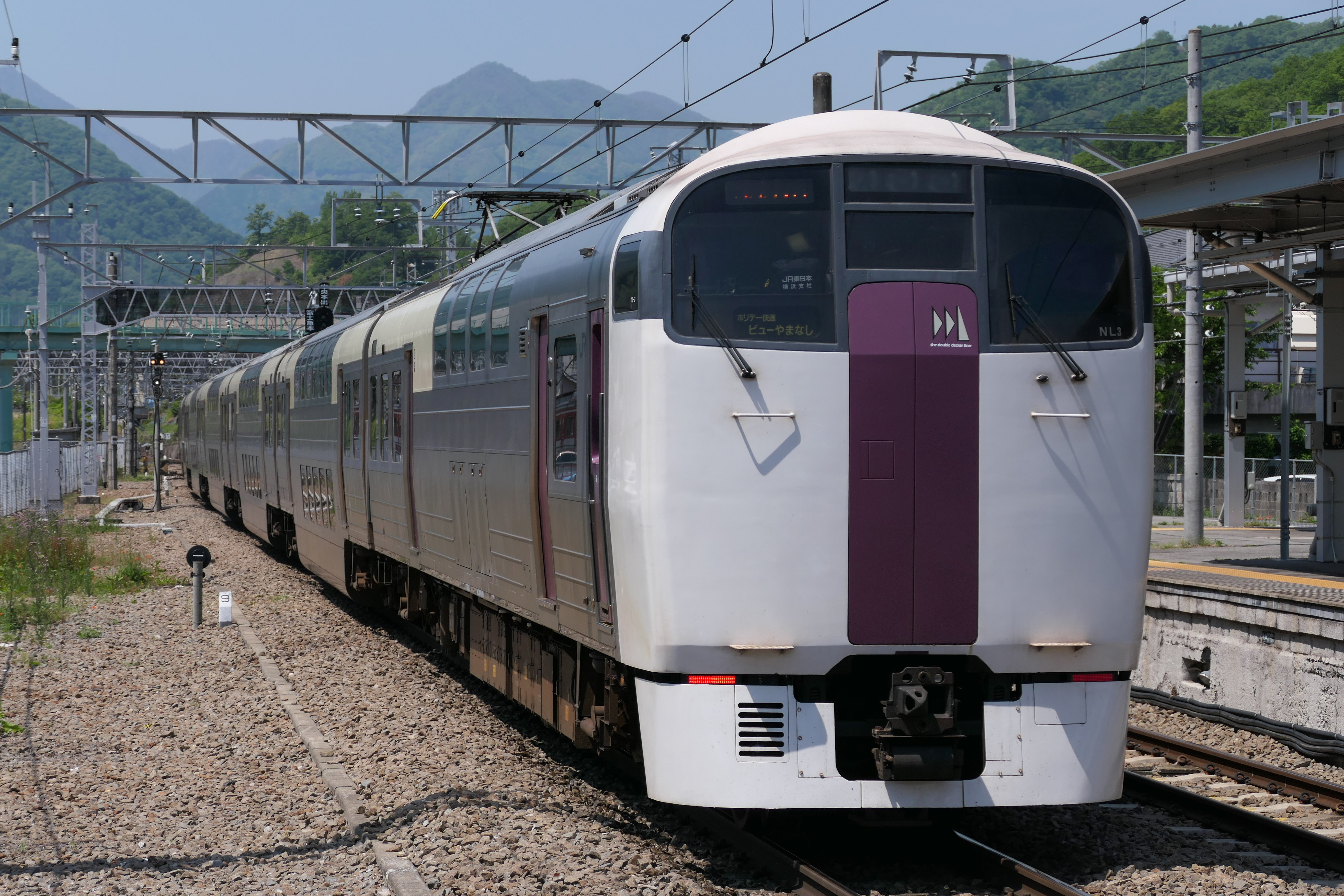
215系

- 10両編成4本の40両が配置されていた。全車両がリニューアル済み。大宮総合車両センター東大宮センターへ転属した。
- 特急「スーパービュー踊り子」・「ホームライナー小田原」・「おはようライナー新宿」で運用され、2020年に運用終了。

183・189系
- 6両編成・8両編成各1本・10両編成2本の計34両が配置されていた。いずれも普通車のみで組成される。大宮総合車両センター東大宮センターへ転属した。
- 1975年から1976年にかけて157系の置き換え用としてグリーン車7両を含む35両が新製配置され、特急「あまぎ」・「白根」に投入された。その後下記のクロ157-1の牽引車の役目も加わったほか、「あまぎ」が「踊り子」に統合された後も引き続き投入されていたが、1985年3月に「あずさ」増発用として長野運転所へ転出した。
- 2003年春に波動用の165・167系の置き換え用として転入したが、このうちクハ183-1023は長野→松本へ移動した後再び復帰した出戻り車である。
- 同時期に4両編成1本（H41編成）も転入したが、2007年に廃車された。
- 全編成（H61・H81・H101・H102編成）とも甲信越地区や修学旅行臨でのPs区間入線に対応してATS-Psを搭載する。なお、全編成に鉄道唱歌のオルゴールが搭載されていたがすべて撤去され、車内チャイムは搭載されていない。
- 主に「ホリデー快速河口湖」「ムーンライトながら」などの臨時列車や団体専用列車で使用された。

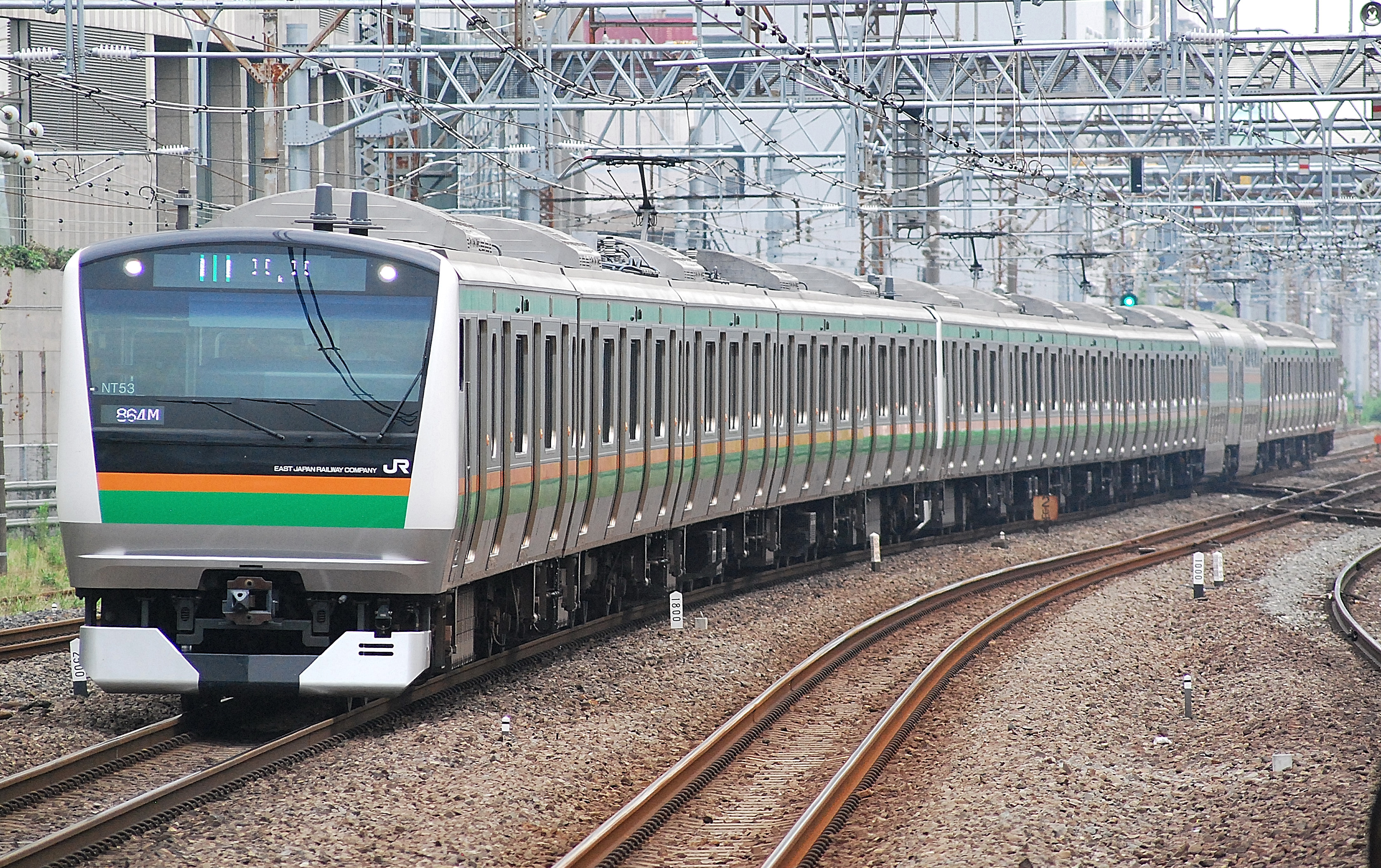
E233系3000番台
- 10両基本編成14本（NT1 - NT14編成）と、5両付属編成14本（NT51 - NT64編成）の計210両が配置されていた。国府津車両センターへ転属した。
- 付属編成は基本編成の東京方に連結され、最大15両編成で運転される。
- 211系の置き換えを目的として、2011年から2012年にかけて新製された。
- 基本編成は当初から国府津車両センターに配置の編成とは異なり、6号車にも洋式トイレを設置している。
- 上野東京ライン開通後、国府津車両センターと小山車両センターのE231・E233系が湘南新宿ライン含め共通で使われている。

215系
- 10両編成4本の40両が配置されていた。国府津車両センターへ転属した。
- 「湘南ライナー」・「ホームライナー小田原」・「おはようライナー新宿」・「ホリデー快速ビューやまなし」で運用され、2021年に運用終了。
- 以前は快速「アクティー」や湘南新宿ラインでも使用されていた。

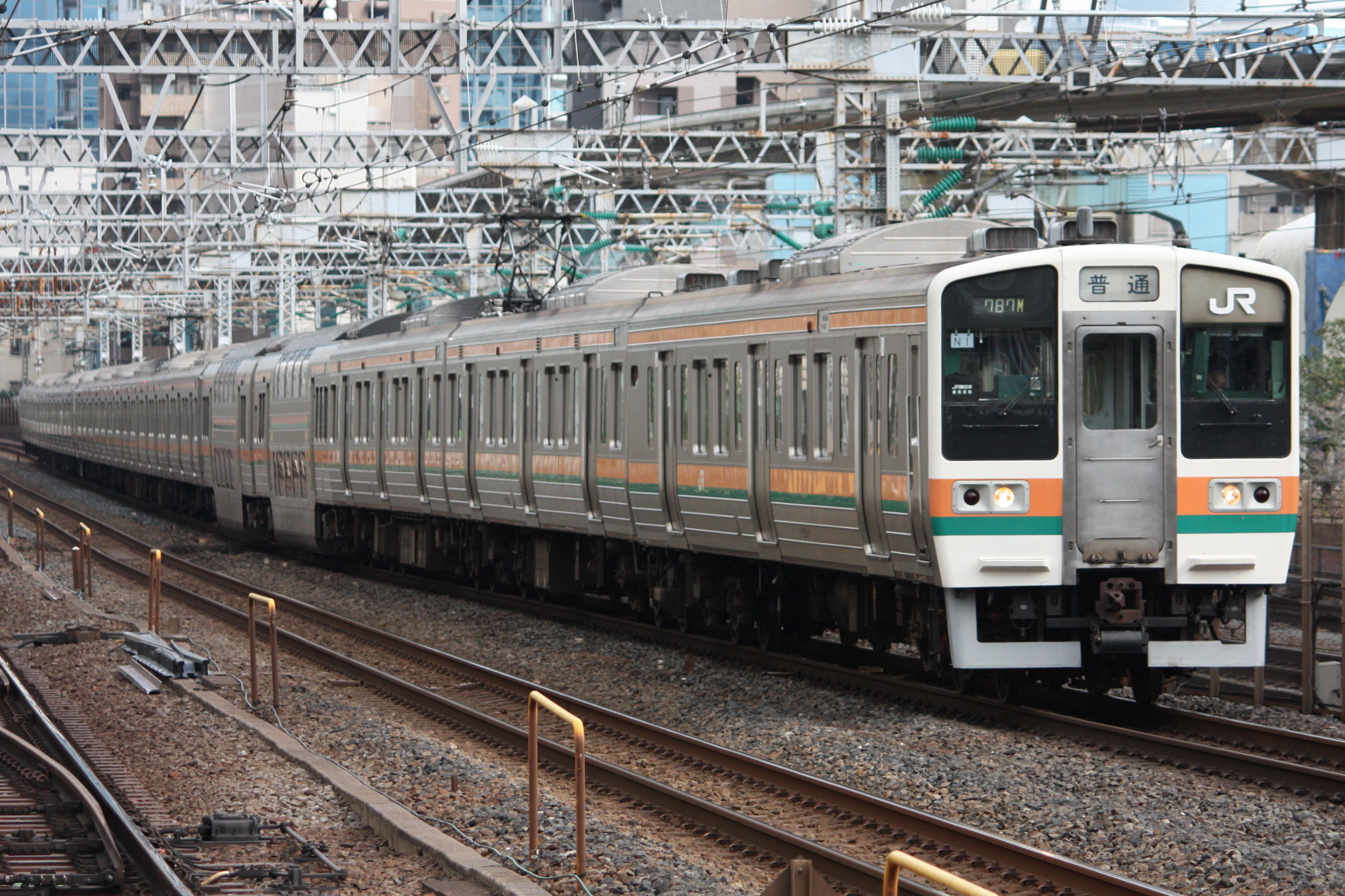
211系
- 基本10両編成14本、付属5両編成14本の計210両が配置されていたが、付随車の大半が廃車されており、142両が東京総合車両センターへ転属した。付属編成は基本編成の東京方に連結され最大15両編成を組んでいたほか、付属編成のみでの単独運転の列車もあった。
- 1986年から1991年にかけて新製配置され、東海道線東京 - 島田間や伊東線で運用された。2011年11月からE233系への置き換えが進められ、2012年4月23日に定期運用を終了した。
- 付随車を抜いて6両および4両となった編成は青森車両センター、新潟車両センター、下新田信号場などの各車両基地や北長野駅、豊野駅、酒田駅などに疎開留置されている[8]。
- 元基本編成は編成短縮の上、長野総合車両センターに転属、中央本線などで運用されている。付属編成は全て廃車となった。

157系

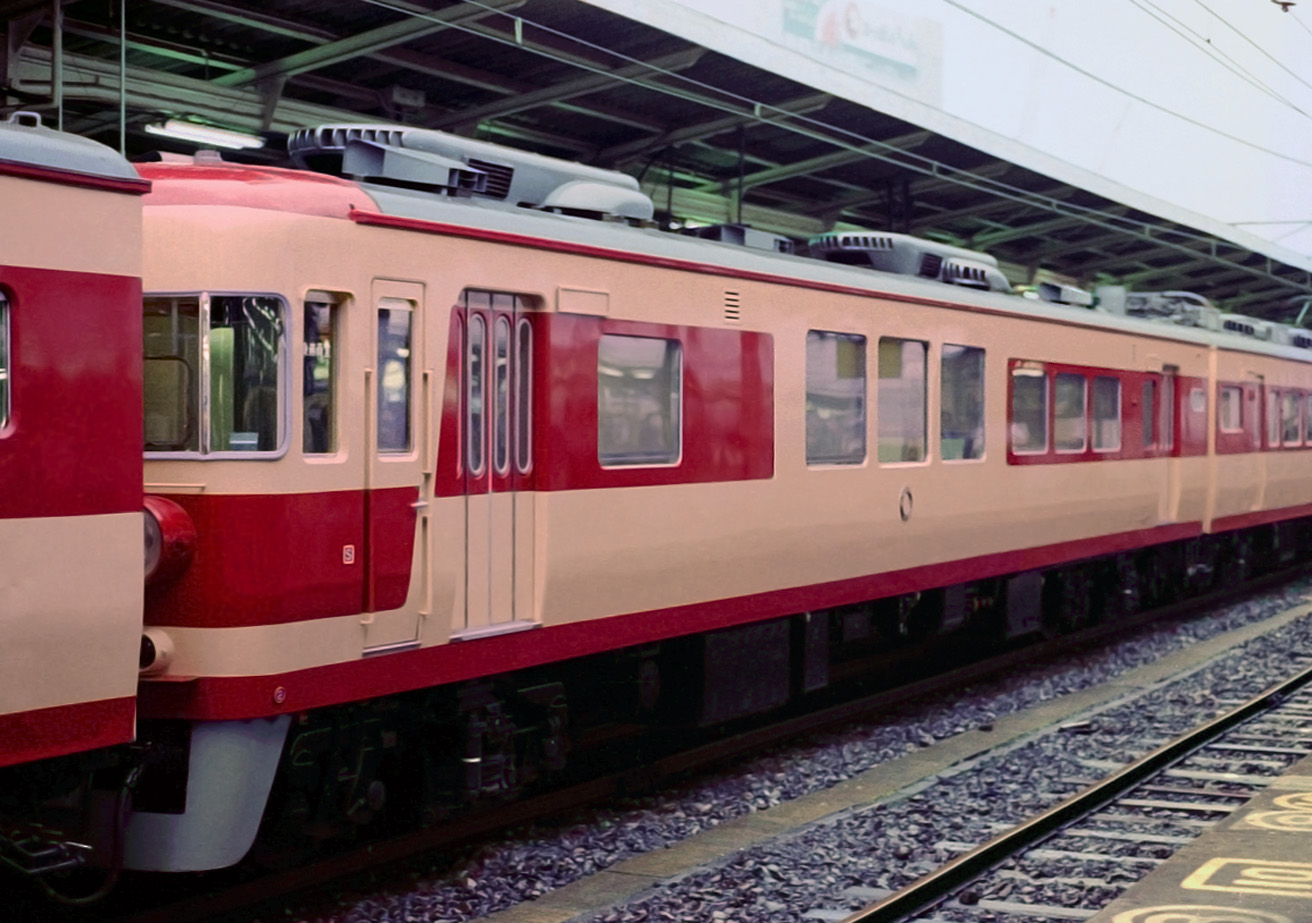
1両のみ在籍し続けたクロ157-1

- 157系は当センターのみの配置で、1976年2月までは「あまぎ」・「白根」に使用する一般営業用車両も配置されていたが、その後は貴賓車クロ157-1と牽引用4両の計5両の配置となり、1980年以降はクロ157-1の1両のみとなった。
- 現車は東京総合車両センター内の御料車庫に保管されているが、1993年以降使用されていない。
- 東京総合車両センターへ転出した。

### 過去の配置車両
- 32系
- 42系
- 51系モハユニ61形のみ
- 70系
- 80系
- クモヤ93形
- クヤ99形
- 151→181系
- 161→181系
- 153系
- 155系
- 165系
- 167系
- 113系
- 191系
- クモヤ143形
  - 事業用の牽引車。クモヤ143-21が配置されていたが、2013年3月に廃車された。

- クモヤ145形
  - 牽引車。クモヤ145-114が配置されていたが、2013年3月に廃車された。

## 今後の予定

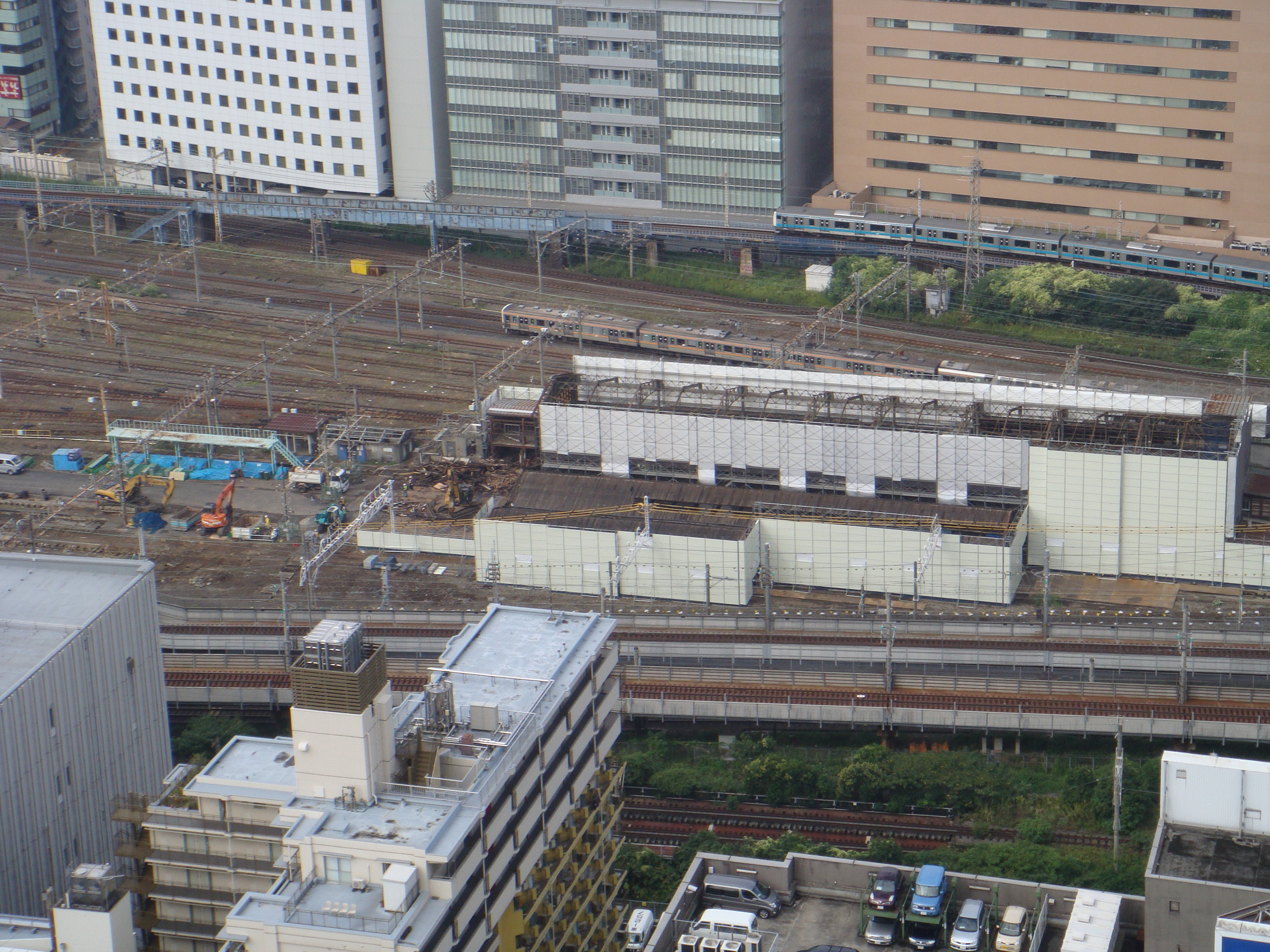
旧東京機関区付近の解体現場

2015年3月14日、JR東日本では東京駅と上野駅の間の東北本線の列車線（中距離電車用線路）を復活させた上野東京ラインを開業、東海道本線の電車を尾久車両センター、大宮総合車両センター東大宮センターや小山車両センター、高崎車両センター籠原派出所などに退避させることが可能になった。このため、着工前から、開業後に当センターの規模を縮小し、品川地区車両基地全体で10 - 15haの用地を生み出す構想が存在しており、先行して旧東京機関区近辺では、一部施設について既に取り壊されている。
また、JR東日本が筆頭株主で多くの電気工事を受注している日本電設工業の2011年3月期第2四半期決算説明会の資料によれば、田町 - 品川間において品川車両基地の西側を大規模事業用地に整地し、山手線・京浜東北線・東海道線（上り）の線路を整地したエリアの東側に移設した上で、移設区間の泉岳寺駅近辺に新駅を設ける計画とされているが、後にサイト上の資料が差し替えられ、上記について説明したページが削除された。
2012年1月4日・5日には山手線・京浜東北線の新駅設置計画が各マスコミで報じられた。後にJR東日本も新駅計画を発表した。2018年12月4日、新駅の名称が「高輪ゲートウェイ駅」に正式決定し、2020年3月14日に開業した。2025年に、JR東日本が手がける大規模再開発地区「TAKANAWA GATEWAY CITY（高輪ゲートウェイシティ）」が高輪ゲートウェイ駅前に先行開業した。

## 高輪橋架道橋
敷地内の芝浦四丁目と港南一丁目の境界を区道（東行き一方通行）が通っている。これをまたぐガードの高輪橋架道橋（たかなわきょうかどうきょう、北緯35度38分19.8秒 東経139度44分27.2秒）は高さ制限が1.5mという極端な低さである。また、ガードから本センターに通じる通路が2カ所あり、西側の1カ所は長らく鉄板でふさがれており警告板のみ残っていたが、2018年に新たに扉が設置され、警告板も取り替えられた。東側は「閉鎖 品川運転所長」の札がぶら下がっているのみで原形をとどめている。
東京無線など都内を走るタクシーの一部は、屋根上の社名表示灯（行灯）を通行の支障とならないように対応させた「高輪橋架道橋特別仕様」が存在していた。なお2022年現在の新車事情に｢全高1.5m未満｣を厳格に適用するとロールーフ車に分類されるダイハツ・ミライースやトヨタ・ヤリス、スズキ・アルトですらクリアできず、なんとかクリアできるトヨタ・カローラアクシオですら5cmもないほど厳しい数値となっている。最新のタクシー専用車であるジャパンタクシーやNV200タクシーは車高の関係で通過できず、それどころかトヨタ・コンフォート(行灯無しで全高1.5mを超える)も規制値とカタログスペックのみで論じるなら通過できないこととなる。
トヨタ・86の2016年後期型では、全高の低さ(1,320mm)を視覚的にアピールするため、カタログ内にて当架道橋下の区道を走行するシーンが写されていた。
また、車高の高い自動車がカーナビでこちらに誘導されたり、また、自車の車高を把握していない一般ドライバーが誤って進入したために自車の屋根を損傷させたり、そこまで至らぬもののガード直前で通れないとわかってバックで戻ったりする光景が時々見られる。実際、邦画『メッセンジャー』のクライマックスシーンでも客の要望から不安を抱えながらも渋々強行突破したコンフォートが行灯を破損させてしまい、さらにはそのために後続車が追突事故を起こしてしまうというシーンがある。
元々この道路は運河へと続く水路だったが、大正時代にこれを埋め立てて道路が作られた。
2008年には、TBSのバラエティ番組『リンカーン』の1コーナーで「品川オブジアース」と愛称を付けられたことから一般への認知が一気に広まった。
2020年（令和2年）4月12日 - 2032年（令和14年）3月まで（予定）、高輪ゲートウェイ駅を中核とした周辺地区の「グローバルゲートウェイ品川」開発に伴い車道が閉鎖され（当面は歩行者と自転車の押し歩き通行は可）、対面通行化など幅員拡幅も計画されている。
 ウィキメディア・コモンズには、高輪橋架道橋に関するカテゴリがあります。